# Zugangstechniker
Der Zugangstechniker (engl. Breacher) ist eine Spezialisierung innerhalb der Boardingsicherungsteams der Boardingkompanie des Bataillons Spezialisierte Einsatzkräfte der Marine, die der Einsatzflottille 1 unterstellt sind. 

## Aufgabenbereich
Der Zugangstechniker ist Truppmitglied eines Boardingsicherungsteams und für das Schaffen von Zugängen zu Handelsschiffen und Behältnissen mittels ballistischen, mechanischen und sprengtechnischen Öffnungsverfahren bei Boardingeinsätzen verantwortlich. Weitere Spezialisierungen der Boardingsicherungsteams sind Scharfschütze, Combat First Responder, Dokumentator und Risikoanalyst. Der Bereich der Zugangstechnik umfasst:
- Türenkunde
- Fensterkunde
- Schlosskunde
- Sprengtechnik
- Einsatz von Werkzeugen

## Ausbildung
Die Ausbildung zum Zugangstechniker ist stufenförmig und modular aufgebaut:
| Ausbildung                     | Dauer    |
| ------------------------------ | -------- |
| Grundausbildung                | 3 Monate |
| Boarding Basic Training        | 1 Monat  |
| Boardingeinsatzausbildung      | 6 Monate |
| Sprenghelfer                   | 1 Woche  |
| Kraftbootführerschein          | 3 Wochen |
| Containeröffnungsverfahren     | 1 Woche  |
| Containerkunde                 | 1 Woche  |
| Spezialistenausbildung Modul 1 | 2 Wochen |
| Spezialistenausbildung Modul 2 | 2 Wochen |
| BCE-Führerschein               | 6 Wochen |

## Einsatz
Der Zugangstechniker ist im taktischen Einsatzverfahren und bei der Durchführung von Boardingeinsätzen diejenige Person, die aufgrund ihrer Befähigung und Ausstattung in der Lage ist, gefahrenfrei Container – in Verbindung mit dem Risikoanalysten – zu öffnen und für die Durchsuchung und Dokumentation freizugeben.